# Óskar Sigurpálsson
Óskar Sigurpálsson (* 21. Dezember 1945) ist ein ehemaliger isländischer Gewichtheber und Kraftdreikämpfer.
Óskar Sigurpálsson, manchmal als der Vater des Gewichthebens in Island bezeichnet, nahm an zwei Olympischen Spielen im Gewichtheben teil. Bei den Olympischen Sommerspielen 1968 in Mexiko-Stadt startete er im Mittelschwergewicht. Er kam beim Drücken auf 145 kg, blieb aber in den anderen beiden Teildisziplinen und somit auch im Dreikampf ohne Wertung. Vier Jahre später startete er bei den Olympischen Sommerspielen in München im Schwergewicht. Dort belegte er mit einer Gesamtleistung von 477,5 kg (177,5 kg im Drücken, 117, 5 kg im Reißen, 182,5 kg im Stoßen) den 19. Platz im Dreikampf.
Óskar Sigurpálsson arbeitete als Polizist. Er ist verheiratet und hat sieben Kinder sowie zehn Enkelkinder.